# 소집해제
소집해제(召集解除)는 보충역 복무자가 의무복무를 마치는 일이다. 소집해제도 흔히 현역병에서와 같이 전역, 제대라고 한다. 상근예비역, 사회복무요원, 산업기능요원, 전문연구요원들이 의무복무를 마치는 것도 소집해제라고 한다. 과거에는 방위병이 의무복무를 마치는 것도 소집해제라고 하였다.